# اوگلگورسک، ساخالین
شهر اوگلگورسک (به روسی: Углегорск) در کشور روسیه و در استان ساخالین واقع شده‌است.
این شهر بیش از ۱۸ هزار نفر جمعیت دارد.

## پیشینه
اوگلگورسک در سال ۱۹۰۵ در خلال حکومت ژاپن بر منطقه بنیاد شد و اِستوتُرو (恵須取) نامیده شد. پس از شکست ژاپن در جنگ جهانی دوم، این شهر به همراه بقیه جزیره ساخالین ضمیمه روسیه شد.
در سال ۱۹۴۶ استوترو به عنوان شهر رسمیت یافت و نام جدید اوگلگورسک به آن داده شد که در روسی به معنای «شهر کوه زغال‌سنگ» است.